# Tomislav Šmuc
Tomislav Šmuc (Lubiana, 23 giugno 1976) è un ex pallavolista sloveno.
Giocò nel ruolo di palleggiatore.

## Carriera
La carriera di Tomilslav Šmuc inizia in patria, prima nella Športno Društvo Brezovica, poi nell'Odbojkarski Klub Olimpija e infine nell'Odbojkarski Klub Kamnik; in questo periodo ottiene anche le prime convocazioni nella nazionale slovena. Nella stagione 2002-2003 si trasferisce nei Paesi Bassi alla Dynamo Apeldoorn; con la squadra di Apeldoorn conquista un campionato neerlandese, una Coppa dei Paesi Bassi e, in ambito europeo, la Top Teams Cup.
Successivamente gioca per quattro anni nell'Odbojkarski Klub ACH Volley, laureandosi per quattro volte campione di Slovenia; inoltre ottiene tre successi nella coppa nazionale, la vittoria della sua seconda Top Teams Cup e due successi nella Middle European League. Dopo una breve parentesi nell'Odbojkarski Klub Olimpija arriva nel campionato italiano, dove gioca per due stagioni nella Pallavolo Modena. Al termine di questa esperienza viene tesserato per una stagione dall'Obdojkarški Klub GO Volley, prima del passaggio ai polacchi dello ZAKSA Kędzierzyn-Koźle. Chiude la carriera professionistica all'Odbojkarski Klub Olimpija.

## Palmarès
- Campionato olandese: 1

2002-03
- Campionato sloveno: 4

2004-05, 2005-06, 2006-07, 2007-08
- Coppa dei Paesi Bassi: 1

2001-02
- Coppa di Slovenia: 3

2004-05, 2006-07, 2007-08
- Top Teams Cup: 2

2002-03, 2006-07
- Middle European League: 2

2006-07, 2007-08